# Pedro Amorim
Pedro Amorim Duarte (ur. 13 października 1919 w Senhor do Bonfim – zm. 25 września 1989 w Senhor do Bonfim) – piłkarz brazylijski, występujący na pozycji napastnika.

## Kariera klubowa
Karierę piłkarską Pedro Amorim zaczął w Botafogo Salvador w 1938 roku. W 1939 roku przeszedł do Fluminense FC, w którym grał do końca kariery do 1947 roku. Podczas tego okresu Pedro Amorim wygrał z Fluminense trzykrotnie mistrzostwo Stanu Rio de Janeiro – Campeonato Carioca w: 1940, 1941 i 1946 roku. W barwach Fluminense Pedro Amorim wystąpił w 310 meczach i strzelił 188 bramek.

## Kariera reprezentacyjna
W reprezentacji Brazylii Pedro Amorim zadebiutował 24 marca 1940 w meczu z reprezentacją Urugwaju podczas Copa Rio Branco 1940. Był to udany debiut, gdyż Pedro zdobył bramkę. W 1942 roku wystąpił w Copa América 1942, na którym Brazylia zajęła trzecie miejsce. Na tym turnieju wystąpił w czterech meczach z: Peru (dwie bramki), Urugwajem, Ekwadorem i Paragwajem. Mecz z reprezentacją Paragwaju był ostatnim w reprezentacji. Ogółem w latach 1940–1942 Pedro Amorim wystąpił w barwach canarinhos w sześciu meczach i strzelił 3 bramki.